# Nachtwerk (Vreemde Kostgangers)
Nachtwerk is het tweede studioalbum van de nederpopband Vreemde Kostgangers. Henny Vrienten, Boudewijn de Groot en George Kooymans doken in het najaar van 2017 opnieuw de geluidsstudio in. Van 25 tot en met 29 september en van 2 tot en met 6 oktober stonden ze met hun begeleiders in de Fendal Soundstudio's in Loenen aan de Vecht. De mix werd verricht in de befaamde Wisseloordstudio's.
De week na het uitbrengen van het album kwam het binnen op plaats 9 in de Album Top 100 (Nederland) en plaats 46 in de  Ultratop 200 Albums in Vlaanderen. Het album stond uiteindelijk 20 weken in de Nederlandse Album Top 100.

## Musici
- Henny Vrienten – zang, basgitaar, gitaar, toetsinstrumenten
- George Kooymans – zang, gitaar, toetsen
- Boudewijn de Groot  – zang, gitaar
- Tijn Smit – piano, toetsen
- Dave Menkehorst – drumstel, percussie

## Muziek
| Nr. | Titel                                                    | Duur |
| --- | -------------------------------------------------------- | ---- |
| 1.  | Leven zat in de stad (T: De Groot; M: Kooymans)          | 4:24 |
| 2.  | Geloof hoop liefde (T: De Groot; M: Vrienten)            | 4:31 |
| 3.  | Schrijven (T: De Groot; M: Kooymans)                     | 4:34 |
| 4.  | De afgesproken plek (T: Vrienten; M: Vrienten)           | 5:00 |
| 5.  | Mocht je een minnaar willen (T: De Groot; M: Kooymans)   | 5:27 |
| 6.  | Ze houdt van mij (T: De Groot; M: Vrienten)              | 3:19 |
| 7.  | Water bij de wijn (T: De Groot; M: Vrienten)             | 3:16 |
| 8.  | Geen weg terug (T: Jack Bakkers; M: Kooymans)            | 4:30 |
| 9.  | Een eenzaam avontuur (T: De Groot; M: Kooymans)          | 4:19 |
| 10. | Bang (T: De Groot; M: Kooymans)                          | 4:26 |
| 11. | Warm vanavond (T: De Groot; M: Vrienten)                 | 3:25 |
| 12. | Verslaafd (T: De Groot; M: Vrienten)                     | 3:07 |
| 13. | Ieder voor zich (T: De Groot; M: Vrienten)               | 5:50 |
| 14. | Half leeg = half vol (T: De Groot; M: Vrienten)          | 3:59 |
| 15. | Ik heb een hekel aan de blues (T: De Groot; M: Kooymans) | 5:19 |
| 16. | Dynamiet (T: De Groot; M: Vrienten)                      | 3:56 |